# Kanton Thiais
Der Kanton Thiais  ist seit 1967 ein französischer Wahlkreis im Arrondissement L’Haÿ-les-Roses, im Département Val-de-Marne und in der Region Île-de-France; sein Hauptort ist Thiais.

## Gemeinden
Der Kanton besteht aus drei Gemeinden mit insgesamt 57.488 Einwohnern (Stand: 1. Januar 2022) auf einer Gesamtfläche von 14,85 km²:
| Gemeinde       | Einwohner 1. Januar 2022 | Fläche km² | Dichte Einw./km² | Code INSEE | Postleitzahl |
| -------------- | ------------------------ | ---------- | ---------------- | ---------- | ------------ |
| Chevilly-Larue | 19.813                   | 4,22       | 4.695            | 94021      | 94550        |
| Rungis         | 5.669                    | 4,20       | 1.350            | 94065      | 94150        |
| Thiais         | 32.006                   | 6,43       | 4.978            | 94073      | 94320        |
| Kanton Thiais  | 57.488                   | 14,85      | 3.871            | 9419       | –            |

Bis zur Neuordnung bestand der Kanton Thiais aus der Gemeinde Thiais. Sein Zuschnitt entsprach einer Fläche von 6,43 km2.